# Paul Dubreil
Paul Dubreil (Le Mans, 1 de março de 1904 — Soisy-sur-École, 9 de março de 1994) foi um matemático francês.